# Karl Friedrich Heinrich Marx
 (novembre 2024).
La mise en forme du texte ne suit pas les recommandations de Wikipédia : il faut le « wikifier ».
Les points d'amélioration suivants sont les cas les plus fréquents. Le détail des points à revoir est peut-être précisé sur la page de discussion.
- Les titres sont pré-formatés par le logiciel. Ils ne sont ni en capitales, ni en gras.
- Le texte ne doit pas être écrit en capitales (les noms de famille non plus), ni en gras, ni en italique, ni en « petit »…
- Le gras n'est utilisé que pour surligner le titre de l'article dans l'introduction, une seule fois.
- L'italique est rarement utilisé : mots en langue étrangère, titres d'œuvres, noms de bateaux, etc.
- Les citations ne sont pas en italique mais en corps de texte normal. Elles sont entourées par des guillemets français : « et ».
- Les listes à puces sont à éviter, des paragraphes rédigés étant largement préférés. Les tableaux sont à réserver à la présentation de données structurées (résultats, etc.).
- Les appels de note de bas de page (petits chiffres en exposant, introduits par l'outil «  Source ») sont à placer entre la fin de phrase et le point final[comme ça].
- Les liens internes (vers d'autres articles de Wikipédia) sont à choisir avec parcimonie. Créez des liens vers des articles approfondissant le sujet. Les termes génériques sans rapport avec le sujet sont à éviter, ainsi que les répétitions de liens vers un même terme.
- Les liens externes sont à placer uniquement dans une section « Liens externes », à la fin de l'article. Ces liens sont à choisir avec parcimonie suivant les règles définies. Si un lien sert de source à l'article, son insertion dans le texte est à faire par les notes de bas de page.
- La présentation des références doit suivre les conventions bibliographiques. Il est recommandé d'utiliser les modèles {{Ouvrage}}, {{Chapitre}}, {{Article}}, {{Lien web}} et/ou {{Bibliographie}}. Le mode d'édition visuel peut mettre en forme automatiquement les références.
- Insérer une infobox (cadre d'informations à droite) n'est pas obligatoire pour parachever la mise en page.

Pour une aide détaillée, merci de consulter Aide:Wikification.
Si vous pensez que ces points ont été résolus, vous pouvez retirer ce bandeau et améliorer la mise en forme d'un autre article.
Pour les articles homonymes, voir Marx.

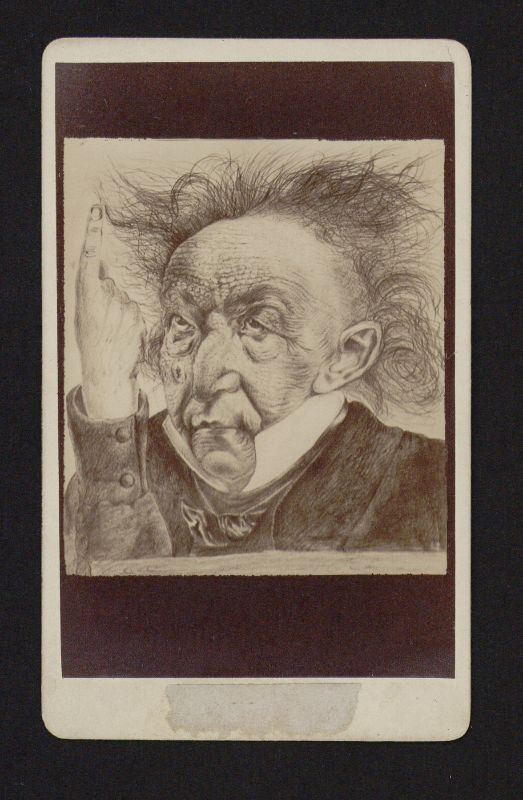
Caricature du médecin et professeur des universités sur une carte de visite ;
Histoire de l'Université de Göttingen – Portraits ; Patrimoine culturel de Basse-Saxe

Karl Friedrich Heinrich Marx (né le 10 mars 1796 à Karlsruhe et mort le 2 octobre 1877 à Göttingen) était un médecin et professeur d'université allemand.

## Vie et travail
Karl Friedrich Marx est né fils d'un antiquaire juif. Ses frères étaient Karl Michael Marx (de) et l'éditeur Daniel Raphael Marx. Il fréquente le lycée de Karlsruhe (de) , où il suit les cours de Johann Peter Hebel et Karl Christian Gmelin. À partir de 1813, il étudie la philosophie et la médecine à Heidelberg, où, en tant qu'ami de Heinrich Carl Alexander Pagenstecher (de) il participe à la Vieille Fraternité de Heidelberg (de) en 1817. Il a des contacts avec Jean Paul et a assiste, entre autres, aux conférences de Georg Wilhelm Friedrich Hegel, dont il devient le disciple. Il termine ses études en 1817 et obtient son diplôme avec distinction en 1818. Ses travaux sur la question à prix « Die Struktur und das Leben der Venen » (La structure et la vie des veines). a été décerné par l'université. En 1818, il joue un rôle clé dans la fondation de la première fraternité fribourgeoise, car il était membre et mentor de la fraternité Genossenschaft/Verein zur Bearbeitung wissenschaftlicher Gegenstände (coopérative/association pour le traitement des objets scientifiques) à Fribourg, à partir de laquelle la fraternité fribourgeoise s'est développée. Lorsqu'il se rend ensuite à Vienne pour poursuivre ses études, il devient membre correspondant de la « Alten Freiburger Burschenschaft » (Fraternité du vieux Fribourg). A Vienne, il rencontre également Karl Ludwig Sand grâce à ses relations fraternistes. Sand assassine le poète August von Kotzebue en 1819. Marx est arrêté à Vienne le 19 juin 1819 et détenu pendant neuf mois en raison d'activités fraternistes, puis expulsé sans verdict. En 1820, il obtient son doctorat à Iéna (méd. doctor). Il se rend ensuite à Göttingen, où il travaille comme accessiste à la bibliothèque universitaire de Göttingen, termine son habilitation à la Faculté de médecine en 1822 et devient professeur agrégé de médecine en 1826 et professeur ordinaire en 1831. Il y enseigna jusqu'à la fin de sa vie, mais y a également son propre cabinet. À Göttingen, il rencontre également Heinrich Heine, qui  discute de l'échange commun sur la médecine et de son traité « Goettingen in medicinischer, physischer und historischer Hinsicht » (Goettingen en termes médicaux, physiques et historiques)  dans la thématique de Die Harzreise . Heine fut également soigné par Marx à Göttingen.
Dans la société urbaine de Göttingen, Marx était considéré comme un excentrique. Par exemple, comme il avait l'habitude de perdre ses chapeaux, il portait souvent son haut-de-forme devant lui dans sa main droite plutôt que sur sa tête. Les étudiants s'amusaient alors à jeter des pièces de monnaie dans le chapeau du professeur à de telles occasions.

## Rôle en médecine
L'exigence de Marx selon laquelle les futurs médecins remplacent la philosophie par une formation scientifique (comparez l'enseignement préclinique) tout en conservant une éducation scolaire humaniste a influencé plusieurs générations de médecins. Il s'accrochait encore rigidement à certaines thèses des auteurs anciens et restait attaché à la vieille pensée humorise, même s'il essayait de rendre justice à sa manière à la nouvelle Solidarpathologie (de) . Pour cette raison, entre autres choses, beaucoup de gens le considéraient comme un bizarre même après sa mort. Marx est resté célibataire.
Ses efforts en matière d’éthique médicale et ses travaux sur l’histoire de la médecine ont une importance durable. Il fut l'un des premiers à s'efforcer de séparer clairement la pastorale théologique des malades de l'attention psychologique et des soins prodigués par le médecin. De plus, le terme « euthanasie » remonte à Marx – avec Francis Bacon comme pionnier philosophique – dans le sens pur de soulager la mort. Selon Marx, le médecin a la tâche morale de faciliter la mort des personnes agonisantes par des encouragements, un soutien et des médicaments pour soulager ses souffrances. Un tel « soulagement de la mort » correspondait à l’air du temps de l’époque, mais Marx l’a d’abord inclus dans le canon des devoirs médicaux.
Il a publié des écrits sur l'éthique médicale (de) et l'histoire de la médecine (de). Avec Elias Henschel et d'autres médecins, il publie en 1846 à Breslau la première revue médico-historique « Janus. Zeitschrift für Geschichte der Literatur der Medicin » (Janus. Revue d'histoire de la littérature médicale) . Dans son travail, il lie la médecine à l'histoire intellectuelle et culturelle, c'est pourquoi ses biographies de médecins et de chercheurs ont apporté une nouvelle perspective sur l'histoire de la médecine. Il est également le premier à exiger que l’histoire des sciences soit enseignée dans les écoles.
Marx est mentionné, entre autres, dans un mémorandum de Heinrich Haeser (de) « Ueber die Ursachen der gegenwärtigen Vernachlässigung der historisch-medicinischen Studien in Deutschland » (sur les causes de la négligence actuelle des études historico-médicales en Allemagne ). Contrairement aux sujets exotiques, où les restrictions sur le sujet conduisent souvent à un retour à son histoire, l'histoire de la médecine a suscité peu d'intérêt au XIXe siècle, et il a fallu beaucoup de temps pour pourvoir les postes vacants. Dans le mémorandum de Haeser, la nomination et le poste de professeur de Marx étaient présentés comme une exception importante.

## Honneurs
- En 1838, il devient membre de la Gesellschaft der Wissenschaften zu Göttingen.

## Publications (sélection)
- Goettingen in medicinischer, physischer und historischer Hinsicht. Göttingen 1824.
- De euthanasia medica prolusio. Göttingen 1826.
- Die Lehre von den Giften in medizinischer, gerichtlicher und polizeylicher Hinsicht. Erster Band, Erste Abtheilung: Geschichtliche Darstellung der Giftlehre. Erste Abtheilung. Göttingen 1827 (Archive)
- Allgemeine Krankheitslehre. Göttingen 1833.
- Zur Lehre von der Lähmung der untern Gliedmassen. Karlsruhe/Baden 1838.
- Ueber Begriff und Bedeutung der schmerzlindernden Mittel. Göttingen 1851
- Ueber die Verdienste der Aerzte um das Verschwinden der dämonischen Krankheiten. Göttingen 1859. (Archive)
- Ueber die Beziehungen der darstellenden Kunst zur Heilkunst. In: Abhandlungen der Königlichen Gesellschaft der Wissenschaften. Band 10, Göttingen 1861/62. (Archive)
- Konrad Victor Schneider und die Katarrhe. Göttingen 1873.
- Zur Erinnerung der ärztlichen Wirksamkeit Hermann Conring’s. In: Abhandlungen der königlichen Gesellschaft der Wissenschaften zu Göttingen. Band 18, 1873, S. 3–49.